# Silvia Salgado
Pour les articles homonymes, voir Salgado.
Silvia Salgado Cavazos (née à Monterrey, Nuevo León) est une modèle mexicaine, lauréate du concours de beauté Nuestra Belleza Mexico (Miss Mexique) 1998. Elle représenta son pays lors de Miss Univers le 26 mai 1999 à Chaguaramas, Trinité-et-Tobago, où elle se plaça dans le Top 10.